# 19400 Emileclaus
19400 Emileclaus è un asteroide della fascia principale. Scoperto nel 1998, presenta un'orbita caratterizzata da un semiasse maggiore pari a 2,3639862 UA e da un'eccentricità di 0,1974715, inclinata di 2,89942° rispetto all'eclittica.